# Mai 1916 (guerre mondiale)
Avril 1916 - Mai 1916 - Juin 1916
- 1er mai : 
  - Manifestations à Berlin contre la guerre à l’appel de Die Internationale.
  - Arrestation de Karl Liebknecht.
  - Pétain est nommé chef des armées du Centre et Nivelle lui succède à la tête de la 2e armée dans le secteur de Verdun.

- 2 mai : 
  - Entrée en service de l’avion de chasse Nieuport 17 dans l’escadrille française 57.

- 4 mai : 
  - Le sous-marin français Bernouilli torpille le torpilleur austro-hongrois Czepel dans l'Adriatique.
  - Envoi d'un détachement allié dans la région de Flórina, afin de prévenir tout débordement par la gauche du front de Salonique par les Germano-Bulgares.

- 6 mai : 
  - Prise de Kigali (alors en Afrique orientale allemande) par les troupes belgo-congolaise.
  - Pendaison par les Ottomans au Mont-Liban de 21 nationalistes libanais.

- 7 mai : 
  - Premier raid aérien nocturne sur Londres.

- 15 mai : 
  - Succès austro-hongrois dans le Trentin.

- 16 mai : 
  - accord secret Sykes-Picot (Royaume-Uni et France) prévoyant après la guerre le partage des possessions arabes de l’Empire ottoman : statut international de la Palestine, passage sous contrôle britannique de la Mésopotamie, d'Haïfa et Acre ; la France reçoit le moutassarifat du Mont-Liban, Damas, Alep, la Cilicie et la région de Mossoul ; la Russie reçoit le nord-ouest de l’Anatolie (Arménie ottomane et partie du Kurdistan).

- 27 mai :
  - Offensive bulgare en territoire grec.

- 28 mai : 
  - Premier vol du chasseur britannique Sopwith Triplan.

- 31 mai : 
  - Bataille navale indécise entre les flottes allemande et britannique au Jutland.